# Генеральное консульство Германии в Стамбуле
Генеральное консульство Германии в Стамбуле (нем. Deutsches Generalkonsulat Istanbul) — дипломатическая миссия, представляющая интересы Германии в Стамбуле. Консульство находится в историческом здании, построенном в 1871—1878 гг. и с этих лет неизменно находяшемся в собственности Германии (в 1920—1931 гг. Швеция «захватило» здание посольства, в 1944—1949 г. Швейцария формально являлась хозяйкой комплекса). Здание отлично просматривалось с Босфора и выделялось своей монументальностью. Сегодня это здание окружено строениями, состоящими из нескольких этажей, что снижает его монументальность по сравнению с прошлым. Помимо служебных помещений и секции, где проживает генеральный консул, с 1989 года на территории консульства работают Немецкий археологический институт и визовый отдел.
В консульский округ консульства входят Мраморноморский регион и сам Стамбул.
После основания Германской империи в 1871 году правительство Германии решило открыть посольство в тогдашнем Константинополе, столице Османской империи. Порта предложила несколько участков земли для его строительства, в том числе часть территории бывшего кладбища за пределами центра города на площади Таксим. 15 мая 1874 г., несмотря на протесты населения, покупка имущества площадью около 10 000 м² была завершена за 95 015 талеров. Условием султана было сохранить и позаботиться о гробнице святого Силахтара Али Ага, что и делается по сей день (расположено на территории консульства).
Новое здание посольства имперской Германии в Стамбуле вначале подверглось резкой критике и было определено как нагромождение, лишенное плана и архитектурной красоты из-за окружающих его деревянных домов.
Османская империя проиграла Первую мировую войну, в которой участвовала на стороне Германии, и тем самым подготовила себе конец. В результате Мудросского перемирия Турция была вынуждена разорвать отношения с Германией, а посольство Швеции захватило здание в качестве защитного представителя Германии.
После освобождения Стамбула Гази Мустафой Кемалем Ататюрком 23 августа 1923 года турецко-германские отношения были пересмотрены. Ататюрк провозгласил республику 29 октября 1923 года и перенес столицу в Анкару. Причина, по которой столица была перенесена в Анкару, заключалась в том, что Ататюрк считал, что запланированные реформы не могут быть реализованы в Стамбуле, где прошлое и традиции оставили следы. В результате все посольства были перемещены в Анкару, но эти переезды продолжались до 1928 года, так как новые здания еще не были построены. После этого 4 июля 1931 года к работе приступило Генеральное консульство Германии в Стамбуле.
Ближе к концу Второй мировой войны (1944 г.) по требованию союзников Турция вновь разорвала отношения с Германией. На этот раз Швейцария взяла на себя защитное агентство Германии, и после создания Федеративной Республики Германии в 1949 году Генеральное консульство Германии в Стамбуле, одно из первых иностранных представительств Германии, было вновь открыто 24 октября 1950 года. Генеральное консульство сначала обслуживало арендованные помещения в Ускюдаре, а в 1953 году казначей Стамбула вернул консульству здание и его инвентарь в Стамбуле.

## Галерея

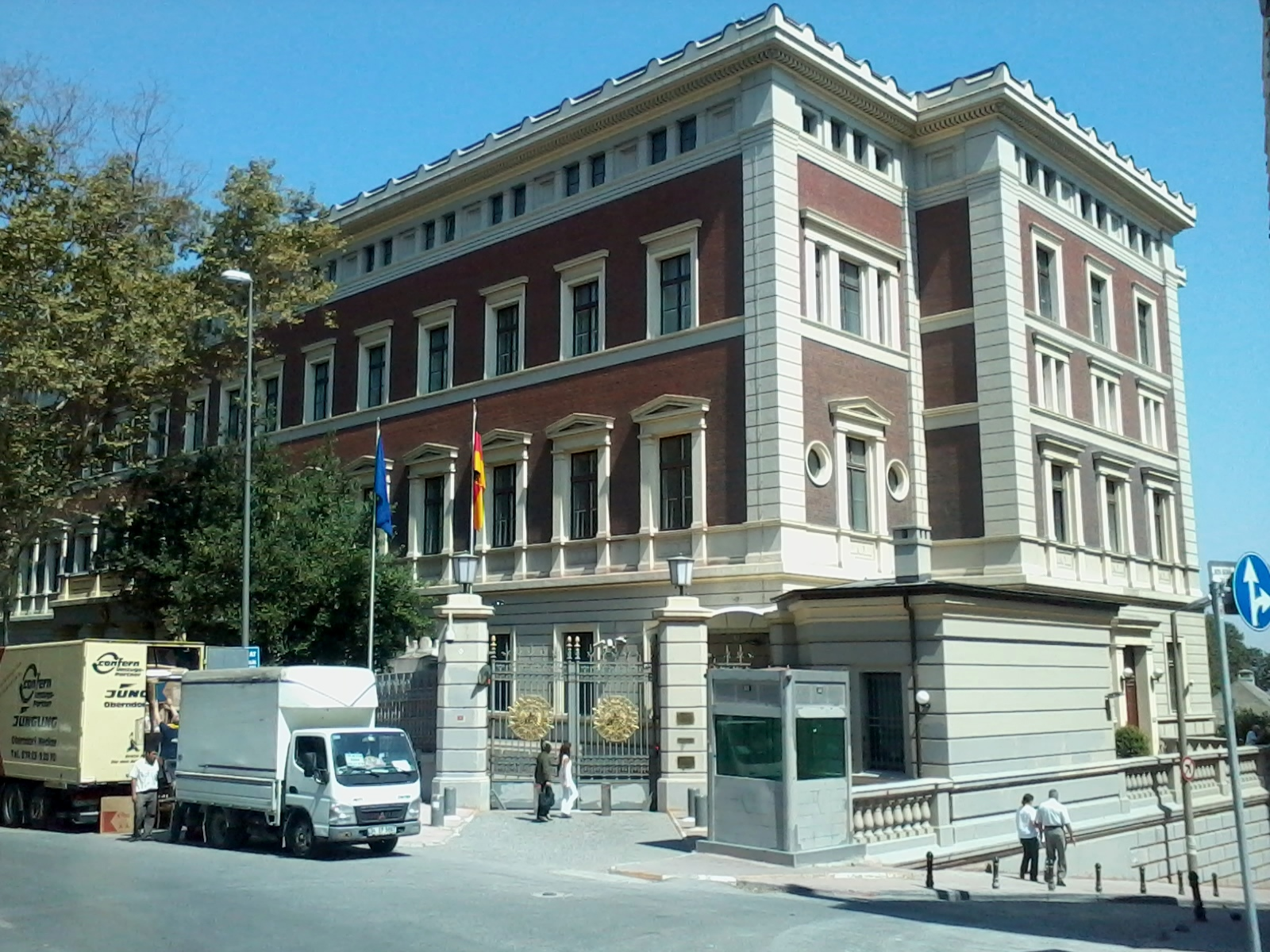
Генеральное консульство Германии в настоящее время.
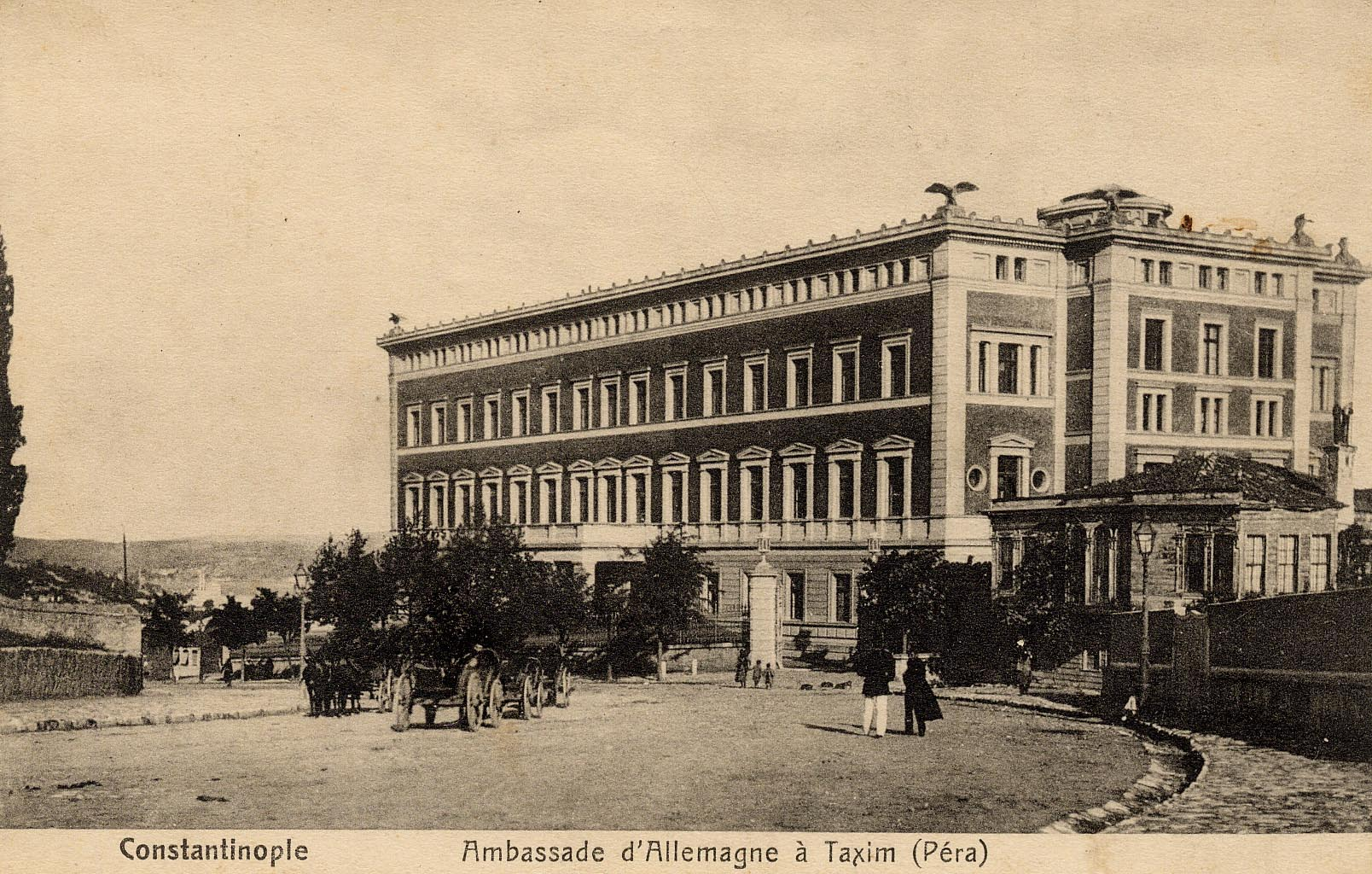
Здание Генерального консульства Германии (в то время посольства Германской империи) в 1878-1880хх гг.
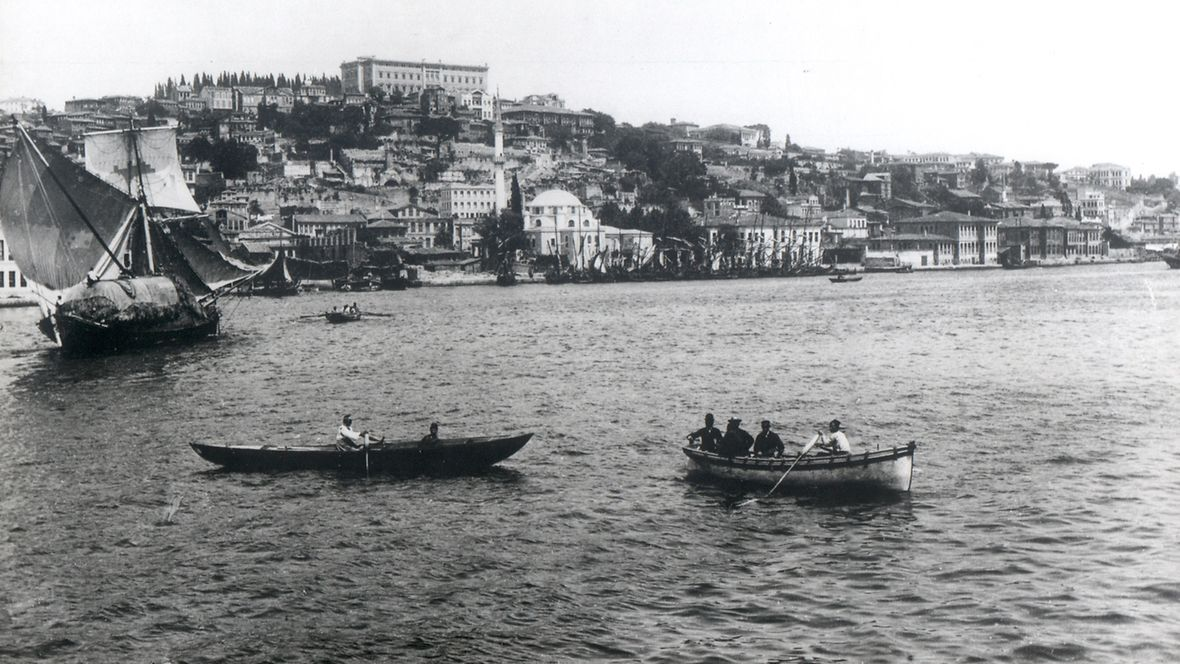
Вид на Босфор и Здание Генерального консульства Германии (в то время посольства Германской империи) в 1878-1880хх гг.Здание отлично просматривалось с Босфора и выделялось своей монументальностью.